# 小行星2288
小行星2288（2288 Karolinum）是一颗围绕太阳公转的小行星。1979年10月19日，拉迪斯拉夫·布羅傑克在克萊季发现了此天体。
該小行星以捷克首都布拉格舊城區的一座建築卡羅萊姆命名。
这颗小行星的绝对星等为101.0876036585568等。